# Lingua hupa
La lingua hupa o hoopa (endonimo: Na:tinixwe Mixine:whe) appartiene alla famiglia linguistica athabaska (della superfamiglia na-dené), parlata dal popolo hupa, lungo la parte inferiore del fiume Trinity nel nord-ovest della California, e, prima dei contatti cogli europei, anche dai chilula e dai whilkut.
Il significato letterale del nome nativo Na:tinixwe Mixine:whe è: "lingua del popolo che abita la valle dell'Hoopa".

## Locutori
Il censimento del 2000 stimava che su circa 2000 Hupa, solo 64, parlavano la lingua. 
Secondo ethnologue, la lingua risulterebbe praticamente estinta con solo 8 locutori ed una trentina di persone che la comprendono ma la parlano con difficoltà, nonostante i tentativi di rivitalizzazione. 
Come molte delle lingue amerinde nordamericane, l'hupa, soffre del processo di deriva linguistica verso l'inglese, per cui i giovani parlano quest'ultimo idioma a scapito di quelli tradizionali

## Ortografia
L'alfabeto Hupa è il seguente:
a, a:, b, ch, chʼ, chw, chwʼ, d, dz, e, e:, g, gy, h, i, j, k, kʼ, ky, kyʼ, l, ł, m, n, ng, o, o:, q, qʼ, s, sh, t, tʼ, tł, tłʼ, ts, tsʼ, u, w, wh, x, xw, y, ʻ